# Association for the Advancement of Creative Musicians
De Association for the Advancement of Creative Musicians (AACM) is een muziekvereniging op het gebied van de freejazz, die op 9 mei 1965 in Chicago werd opgericht.

## Geschiedenis
De AACM ontwikkelde zich uit een proefband, die in 1962 werd opgericht door Muhal Richard Abrams. Informeel noemde men zich Experimental Band, die weliswaar nog niet had opgetreden, maar wel composities speelde van Abrams, Phil Cohran, Jack DeJohnette, Joseph Jarman, Roscoe Mitchell, Troy Robinson, Maurice McIntyre en anderen. Veel van de nummers gebruikten compositietechnieken uit de eigentijdse klassieke muziek: serialiteit, polytonaliteit en chromatiek. Aanvankelijk repeteerde men in een eethuis in de South Side, later wisselde men echter naar het Abraham Lincoln Center, een van de oudste gebouwen van Chicago. Enerzijds waren de muzikanten bezield met een hoog niveau en creativiteit en anderzijds misten ze de mogelijk tot optreden. Abrams, Christian, Cohran en McCall stichtten derhalve een vereniging voor jazzmuzikanten, die opvoeringsmogelijkheden creëerden voor muzikanten van de freejazz en sociale projecten in Chicago zouden aanmoedigen. In 1965 werd de AACM door de staat Illinois erkend als non-profit-organisatie.
Tegenwoordig wordt de AACM publiekelijk gesteund en is naast Chicago ook in New York actief. Daar treedt vooral het Art Ensemble of Chicago op, zogezegd als kernformatie. Ook het Ethnic Heritage Ensemble, het trio Air en de Creative Construction Company tellen als belangrijke ambassadeurs van de band. Tot de huidige AACM-leden tellen Anthony Braxton, Joseph Jarman, Chico Freeman en George Lewis. Al belangrijkste overleden lid is Lester Bowie te noemen naast Steve McCall en Leroy Jenkins.
Naast de organisatie van concerten houdt de AACM zich ook gemeentepolitiek bezig, aangezien ze gratis praktijkcursussen aanbiedt voor jeugdigen. De AACM School of Music onderricht op alle instrumenten en in alle disciplines. Daarnaast bieden ze ook cursussen aan in muziektheorie. De AACM heeft derhalve ook steun gekregen van de MacArthur Foundation. De eerste vrouwelijke AACM-presidente is Nicole Mitchell.
Er bestaan betrekkingen tot de invloedrijke zusterorganisatie Black Artists' Group (BAG) van St. Louis in Missouri en het Columbia College Chicago. De AACM-vrouwenband speelde in 1997 op de verjaardag van Hillary Clinton.
Het motto van de vereniging is «Great Black Music, Ancient to the Future» (Voortreffelijke zwarte muziek, van de oudheid tot de toekomst).

## Leden van de AACM
- Muhal Richard Abrams
- Fred Anderson
- Harrison Bankhead
- Thurman Barker
- Mwata Bowden
- Lester Bowie
- Anthony Braxton
- Billy Brimfield
- Art Turk Burton
- Jodie Christian
- Charles Clark
- Phil Cohran
- Pete Cosey
- Steve Colson
- Ernest Dawkins
- Kahil El'Zabar
- Douglas Ewart
- Malachi Magoustous Favors
- Alvin Fielder
- Chico Freeman
- Fred Hopkins
- 'Light' Henry Huff
- Joseph Jarman
- Leroy Jenkins
- George Lewis
- Steve McCall
- Kalaparusha Maurice McIntyre
- Nicole Mitchell
- Roscoe Mitchell
- Bernard Mixon
- Dushun Mosley
- Famoudou Don Moye
- Amina Claudine Myers
- Reggie Nicholson
- Jeff Parker
- Avreeayl Ra
- Mike Reed
- Matana Roberts
- Wadada Leo Smith
- Henry Threadgill
- Ann E. Ward
- Edward Wilkerson
- Corey Wilkes